# Лясковізна (Островський повіт)
Лясковізна (пол. Laskowizna) — село в Польщі, у гміні Брок Островського повіту Мазовецького воєводства.
Населення — 266 осіб (2011).
У 1975-1998 роках село належало до Остроленцького воєводства.

## Демографія
Демографічна структура станом на 31 березня 2011 року:
|          | Загалом | Допрацездатний вік | Працездатний вік | Постпрацездатний вік |
| -------- | ------- | ------------------ | ---------------- | -------------------- |
| Чоловіки | 136     | 26                 | 88               | 22                   |
| Жінки    | 130     | 23                 | 76               | 31                   |
| Разом    | 266     | 49                 | 164              | 53                   |